# مرض تخزين الغليكوجين من النوع 0
مرض تخزين الغليكوجين من النوع 0 هو مرض يتميز بنقص في إنزيم سينثاز الغليكوجين (مخلق الغليكوجين) (GSY). على الرغم من أن نقص سينثاز الغليكوجين لا يؤدي إلى تخزين الغليكوجين الزائد في الكبد، لكنه غالبًا ما يصنف على أنه مرض تخزين الغليكوجين لأنه عيب آخر في تخزين الغليكوجين ويمكن أن يسبب مشاكل مماثلة. هناك نوعان من الأشكال (الأنواع) من إنزيم سينثاز الغليكوجين. سينثاز الغليكوجين 1 في العضلات وسينثاز الغليكوجين 2 في الكبد، ولكل منهما شكل مماثل من المرض. تؤدي الطفرات في الشكل الإسوي الكبدي (GSY2) إلى انخفاض السكر في الدم أثناء الصيام وارتفاع الكيتونات في الدم وزيادة الأحماض الدهنية الحرة وانخفاض مستويات الألانين واللاكتات. على النقيض من ذلك، فإن التغذية لدى هؤلاء المرضى تؤدي إلى ارتفاع السكر في الدم وفرطه.

## العلامات والأعراض
القصة السريرية الأكثر شيوعًا لدى المرضى الذين يعانون من مرض تخزين الغليكوجين من النوع 0 (GSD-0) هي عبارة عن رضيع أو طفل مصاب بأعراض نقص السكر في الدم أو نوبات تحدث قبل الإفطار أو بعد صيام غير مقصود. عند الرضع المصابين، يبدأ هذا عادة بعد أن يتجاوزوا رضعاتهم الليلية. عند الأطفال، قد يحدث هذا أثناء مرض الجهاز الهضمي الحاد أو فترات ضعف المدخول المعوي.
قد تكون نوبات نقص السكر في الدم الخفيفة غير واضحة سريريًا، أو قد تسبب أعراضًا مثل النعاس أو التعرق أو قلة الانتباه أو الشحوب. قد تصاحب النوبات الشديدة حركات العين غير المنسقة، والارتباك، والنوبات المرضية، والغيبوبة.
يؤثر مرض تخزين الغليكوجين من النوع 0 على الكبد فقط. قد يكون تأخر النمو واضحًا عندما تكون نسب الطول والوزن أقل من المتوسط. قد تكون نتائج فحص البطن طبيعية أو تكشف فقط عن تضخم الكبد الخفيف. قد تظهر علامات نقص السكر الحاد في الدم، بما في ذلك ما يلي:
- الخمول
- اللامبالاة
- العصبية
- التعرق
- عدم انتظام دقات القلب
- شحوب
- استفراغ وغثيان
- صداع
- تشوش ذهني
- اضطرابات بصرية
- تلعثم
- نقص التوتر
- اختلاج الحركة
- النوبات
- غيبوبة

## الأسباب
يحدث مرض تخزين الغليكوجين من النوع 0 بسبب عيوب وراثية في الجين الذي يرمز إلى إنزيم سينيثاز الغليكوجين في الكبد (GYS2)، والذي يقع على شريط الكروموسوم 12p12.2.
يحفز إنزيم سينيثاز الغليكوجين تفاعل الحد من معدل تخليق الغليكوجين في الكبد عن طريق نقل وحدات الغلوكوز من الغلوكوز يوريدين 5'-ثنائي الفوسفات (UDP) إلى الغليكوجين التمهيدي. ينظم عملها بشكل كبير من خلال آلية الفسفرة ونزع الفسفرة وتعدل بواسطة الهرمونات المضادة للتنظيم بما في ذلك الأنسولين والإبينفرين والغلوكاجون.
تؤدي الطفرات في جين إنزيم سينيثار الغليكوجين في الكبد (GYS2، 138571) إلى انخفاض أو غياب نشاط إنزيم سينيثاز الغليكوجين في الكبد وانخفاض معتدل في كميات الغليكوجين الطبيعي هيكليًا في الكبد. الدراسات الطفرية للمرضى الذين يعانون من مرض تخزين الغليكوجين من النوع 0 لا تثبت وجود ارتباطات بين النمط الوراثي والنمط الظاهري. هناك جين مختلف (GYS1, 138570) يشفر إنزيم سينيثاز الغليكوجين في العضلات، والذي له نشاط طبيعي في المرضى الذين يعانون من مرض تخزين الغليكوجين من النوع 0A.